# Ferrato di bario
Il ferrato di bario è un composto chimico di formula bruta BaFeO4 . Lo ione ferrato contiene ferro con stato di ossidazione VI. È isostrutturale al solfato di bario BaSO4, infatti, analogamente allo zolfo, l'atomo di ferro è tetraedrico.

## Preparazione e usi
Il Ferrato di bario anidro può essere preparato mediante precipitazione da una soluzione contenente ferrato di potassio e cloruro di bario. 
{\displaystyle \mathrm {K_{2}FeO_{4}+BaCl_{2}\longrightarrow BaFeO_{4}\downarrow +2KCl} }

Il ferrato di bario è un forte agente ossidante e viene utilizzato a tal scopo nelle sintesi organiche.
Viene talvolta utilizzato come catodo in una super batteria al ferro.

## Storia
Il ferrato di bario fu sintetizzato e studiato per la prima volta da Heinrich Rose nel 1843.

## Proprietà chimiche
Il bario ferrato come tutti gli altri ferrati è un forte agente ossidante, per esempio, supera il potere ossidativo del permanganato. In ambiente acido, lo ione ferrato reagisce con acqua, con formazione di ferro (III).